# Шалет-сюр-Вуар
Шале́т-сюр-Вуа́р (фр. Chalette-sur-Voire) — коммуна во Франции, находится в регионе Шампань — Арденны. Департамент — Об. Входит в состав кантона Шаванж. Округ коммуны — Бар-сюр-Об.
Код INSEE коммуны — 10073.
Коммуна расположена приблизительно в 160 км к востоку от Парижа, в 60 км южнее Шалон-ан-Шампани, в 31 км к северо-востоку от Труа.

## Население
Население коммуны на 2008 год составляло 141 человек.
| 1962 | 1968 | 1975 | 1982 | 1990 | 1999 | 2008 |
| ---- | ---- | ---- | ---- | ---- | ---- | ---- |
| 138  | 151  | 135  | 123  | 129  | 134  | 141  |

## Администрация
| Период | Период | Фамилия            | Партия | Примечания |
| ------ | ------ | ------------------ | ------ | ---------- |
| 2001   | 2008   | Робер Лекюро       |        |            |
| 2008   |        | Жан-Филип Резидори |        |            |

## Экономика
В 2007 году среди 79 человек в трудоспособном возрасте (15—64 лет) 64 были экономически активными, 15 — неактивными (показатель активности — 81,0 %, в 1999 году было 74,3 %). Из 64 активных работали 62 человека (35 мужчин и 27 женщин), безработных было 2 (1 мужчина и 1 женщина). Среди 15 неактивных 8 человек были учениками или студентами, 2 — пенсионерами, 5 были неактивными по другим причинам.

## Фотогалерея
- Церковь
- Карта коммуны